# 諫早英雄
諫早 英雄（いさはや ひでお、1922年〈大正11年〉4月26日 - 2007年〈平成19年〉2月28日）は、日本の華族（旧佐賀藩国老、男爵）、地主。

## 人物
長崎県北高来郡諫早村（現・諫早市）出身。諫早不二雄の長男、あるいは二男。1923年、襲爵する。
1924年6月に農務局がまとめた「五十町歩以上ノ大地主」によると、当時まだ幼少の英雄は田97.7町、畑23.3町、計121.0町の耕地をもち、面積では県内第4位の地主で、主な耕地は北高来郡内の10町村にまたがり、小作人は530戸である。
宗教は曹洞宗。住所は長崎県北高来郡諫早町、諫早市原西小路、東京市小石川区白山御殿町、世田谷区松原町。
諫早市の初代教育委員を務めた。その他、諫早公園・上山公園・諫早高等学校・諫早幼稚園の用地や、諫早家の古文書などの歴史史料を諫早市に寄贈した。

## 家族・親族
諫早家
- 祖父・家崇（1854年 - 1912年、貴族院議員、男爵）[1]
- 父・不二雄（1897年 - 1947年、男爵）[10]

親戚
- 菊亭公長（侯爵） - 大叔母敏子は菊亭公長の母である[3][5][8]。